# Ludăneasca, Teleorman
Ludăneasca este un sat în comuna Răsmirești din județul Teleorman, Muntenia, România.